# Deutsche Volleyball-Bundesliga 2001/02 (Frauen)
Die Saison 2001/02 der Volleyball-Bundesliga war die sechsundzwanzigste Ausgabe dieses Wettbewerbs. Der Schweriner SC konnte seinen Titel aus dem Vorjahr verteidigen und wurde zum fünften Mal Deutscher Meister.

## Mannschaften
In dieser Saison spielten folgende zwölf Mannschaften in der ersten Liga:
- Volley Cats Berlin
- TV Creglingen
- Dresdner SC
- SCU Emlichheim
- Phoenix Hamburg
- DJK Karbach
- Bayer 04 Leverkusen
- Bayern Lohhof
- USC Münster
- Schweriner SC
- SSV Ulm Aliud Pharma
- Rote Raben Vilsbiburg

Als Titelverteidiger trat der Schweriner SC an. Aus der zweiten Liga kamen der TV Fischbek Hamburg (als „Phoenix Hamburg“) und die Roten Raben Vilsbiburg.

## Statistik

### Hauptrunde
|     | Verein         | Punkte | Sätze |
| --- | -------------- | ------ | ----- |
| 1.  | Schwerin (M,P) | 34:6   | 54:16 |
| 2.  | Dresden        | 32:8   | 51:21 |
| 3.  | Ulm            | 30:10  | 49:26 |
| 4.  | Fischbek (N)   | 30:10  | 46:29 |
| 5.  | Münster        | 26:14  | 43:26 |
| 6.  | Karbach        | 18:22  | 35:36 |
| 7.  | Vilsbiburg (N) | 12:28  | 30:47 |
| 8.  | Leverkusen     | 12:28  | 29:50 |
| 9.  | Creglingen     | 12:28  | 24:48 |
| 10. | Berlin         | 8:32   | 21:54 |
| 11. | Emlichheim     | 6:34   | 25:54 |
| 12. | Lohhof         | 0:0    | 0:0   |

Bayern Lohhof zog sich im Laufe der Spielzeit vom Spielbetrieb zurück, alle Spiele mit Beteiligung von Bayern Lohhof wurden annulliert.
|     | Rückzug in die 2. Bundesliga     |
| (M) | Meister der Vorsaison            |
| (P) | Pokalsieger der Vorsaison        |
| (N) | Aufsteiger aus der 2. Bundesliga |

### Meisterrunde
Deutscher Meister wurde der Schweriner SC. Zweiter war der Dresdner SC, Dritter DJK Karbach.

### Abstiegsrunde
Absteiger bzw. Rückzügler nach der Saison waren DJK Karbach, TV Creglingen, die Volley Cats Berlin und SCU Emlichheim.